# Галати Мамертино
Галати Мамертино (итал. Galati Mamertino) је насеље у Италији у округу Месина, региону Сицилија.
Према процени из 2011. у насељу је живело 2058 становника. Насеље се налази на надморској висини од 825 м.

## Становништво
| 1936. | 1951. | 1961. | 1971. | 1981. | 1991. | 2001. | 2011. |
| ----- | ----- | ----- | ----- | ----- | ----- | ----- | ----- |
| 3.545 | 3.686 | 3.788 | 3.634 | 3.457 | 3.419 | 3.127 | 2.794 |